# 兰思仁
兰思仁（1963年9月—），男，畲族，福建上杭人，中国园林规划设计专家，现任福建农林大学党委副书记、校长、教授、博士生导师。